# معاریو

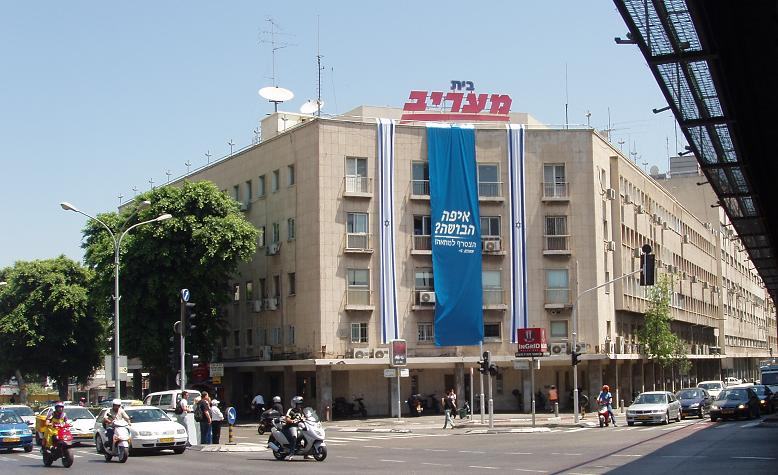
ساختمان اصلی روزنامه معاریو (معروف به خانه معاریو) در خیابان کارلِباخ تل‌آویو.

معاریو (در زبان عبری: מעריב تلفظ: معریو) به معنای "عصرانه" یکی از روزنامه‌های پرخواننده اسرائیل است که به زبان عبری در اسرائیل منتشر می‌شود. دفتر اصلی روزنامه معاریو در شهر تل‌آویو قرار دارد. روزنامه معاریو در تاریخ ۱۵ فوریه ۱۹۴۸ میلادی، توسط عزرائیل کارلیباخ بنیان‌گذاری شد.
روزنامه معاریو، یک روزنامه سیاسی است، اما به هیچ گروه خاص سیاسی تعلق و وابستگی ندارد.